# Поппо II (герцог Тюрингии)
Поппо II (Боппо I; нем. Poppo II.; умер около 906) — маркграф Сорбской марки и герцог Тюрингии в 880—892 годах, граф в Фолькфельде в 878/880—906 годах, граф в Нордгау в 903—906 годах из династии Поппонидов.
Носил титулы dux Sorabici (limitis) или dux Thuringorum, иногда marchio (маркграф). До направления в Тюрингию — граф (comes).
Принадлежал к роду Поппонидов, брат Генриха Франконского. Возможно, их дедом был граф Грапфельда Поппо I.
Поппо II сменил Радульфа II в Сорбской марке не позднее 880 года. В том году далматы, чехи и сорбы вторглись в земли союзных Восточно-Франкскому королевству славянских племён. Поппо предпринял против них поход, о которой упоминается в анналах Фульдского аббатства. Вероятно, этот поход увенчался успехом.
В 883 году Поппо II развязал войну против Эгино (который упоминается с титулом согерцога Тюрингии), но потерпел жестокое поражение.
В 892 году Поппо II был лишён всех титулов и владений. Согласно Регино Прюмскому, он посоветовал епископу Вюрцбурга Арну, впоследствии канонизированному, совершить поход в земли славян, в ходе которого тот был убит. Это послужило причиной опалы тюрингского герцога. Преемником Поппо стал Бурхард.
В 899 году Поппо были возвращены его родовые владения, в 903 году он стал графом в Нордгау, а в 906 году упоминается в качестве графа Фолькфельда.
У Поппо II было два сына:
- Адальберт (умер в 915), граф в Грабфельде
- Поппо III (умер в 945), граф в Грабфельде и Туллифельде.